# Iglesia de Santa Clara (Mérida)
La iglesia de Santa Clara es un templo que está situado en el centro de la ciudad de Mérida, dentro del triángulo formado por la Concatedral de Santa María la Mayor, el Ayuntamiento de Mérida y la Asamblea de Extremadura. La iglesia pertenecía al antiguo convento de Santa Clara. Actualmente, la iglesia es la sede del Museo de Arte Visigodo de Mérida. Las dependencias del edificio conventual, por su parte, acoge hoy la Sala de Exposiciones Santa Clara.
La antigua iglesia, así como el museo de arte visigodo, forman parte de la denominación Conjunto arqueológico de Mérida, que fue declarado Patrimonio de la Humanidad en 1993 por la Unesco, con el número de identificación 664-012.

## Historia
El convento fue fundado por el médico emeritense Lope Sánchez de Triana en 1602. Las primeras trazas del templo fueron diseñadas por García Carrasco, maestro de Trujillo, en 1615 y reelaboradas por Ordarza Zabala, en 1621, y por el maestro Bartolomé González Montiel, de Zafra. La construcción comenzó en 1622 a cargo del maestro Diego Miguel y su hijo Francisco Miguel, de Medellín, alargándose hasta bien entrado el siglo XVII.

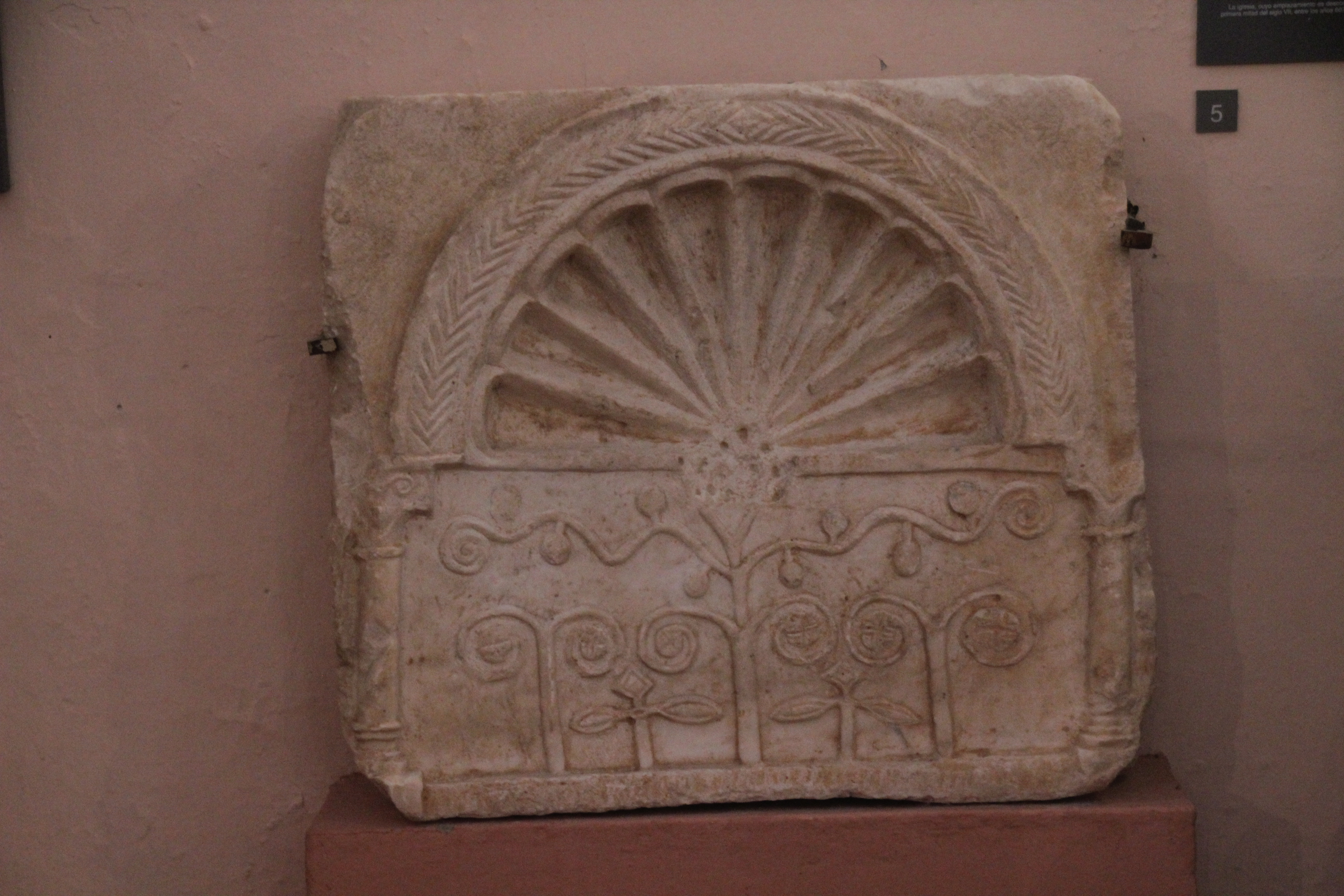
Piezas visigodas que hoy acoge la Iglesia de Santa Clara

## Arte
El templo es una de las mejores obras del Barroco clasicista o severo con que cuenta Mérida. Su planta es de cruz latina, con los brazos del crucero y cabecera escasamente desarrollados. En el exterior, sus muros arrancan de un elevado zócalo de granito, característica que se repite en la mayor parte de las iglesias de su misma tipología, para, más arriba, combinarse con el ladrillo, formando las aristas de cajas cuadradas o rectangulares, con la mampostería que rellena la superficie interior de dichas cajas. Una composición similar se puede encontrar en la torre del Monasterio de las Freylas de Santa Eulalia, con la salvedad de que en este la mampostería se cambia por el tapial. El granito aparece como material constructivo en las esquinas y en la portada. A modo de torre-mirador tiene un cuerpo superpuesto a la cúpula semiesférica y linterna que cubren el crucero. En cuanto a las portadas, posee dos en los muros laterales del templo. Ambas adinteladas, están esculpidas en granito. La principal, orientada hacia la calle Santa Julia.